# Hubert Mann
Hubert Mann (* 7. Juli 1920 in Linz als Hubert Grinzinger; † 6. August 2014 ebenda) war ein österreichischer Schauspieler und Hörspielsprecher.

## Leben
Hubert Mann wurde 1920 als Sohn des späteren Linzer Vizebürgermeisters Emil Grinzinger geboren. Nach der Matura am Akademischen Gymnasium Spittelwiese in Linz wollte er eigentlich Germanistik studieren und Professor werden, was jedoch der Ausbruch des Zweiten Weltkriegs vereitelte. Er musste in Wien den Arbeits- und Militärdienst leisten und besuchte dort nebenbei die Theaterschule Otto und das Max-Reinhardt-Seminar.
Zurück in Linz arbeitete er, wie schon zuvor seit 1958 in Westdeutschland, bis 1986 als Hörspielsprecher. Die Ö1- und die ARD-Hörspieldatenbank enthalten (Stand: Oktober 2024) zusammen 74 Datensätze, bei denen er als Sprecher geführt wird.
Erste Bühnenauftritte hatte er an der Linzer Puppenbühne und an den Kammerspielen. Am 15. November 1945 debütierte er in seiner ersten großen Rolle, als Derwisch in Lessings Nathan der Weise, am Landestheater Linz. Ab 1946 verstärkte er zudem das Volkstheater Urfahr, bis ihn Engagements nach Nürnberg und Köln führten. Ab Ende der 1950er Jahre war Mann auch in diversen Fernsehproduktionen und Kinofilmen zu sehen. Unter der Regie von Axel Corti war er 1973 im Dokumentarspielfilm Ein junger Mann aus dem Innviertel als Adolf Hitlers Religionslehrer Franz Sales Schwarz zu sehen. Auch für Der junge Freud (1976) und Wohin und zurück (1986) arbeitete Mann mit Corti zusammen.
1965 war Mann wieder in seine Heimatstadt Linz zurückgekehrt. Er war beim Linzer Publikum sehr beliebt und bekam 1978 den Mostdipf-Preis verliehen. Er war auch ein kritischer Beobachter, vor allem des Regietheaters: „Für die Darsteller sind es Dressurakte geworden. Die Regie hat das Sagen, ein Konzept muss man schlucken. Die Schauspieler sind dafür das Menschenmaterial.“ Ab 1968 war er zudem Leiter der Schauspielabteilung an der Anton Bruckner Universität. Sein letzter Auftritt als Ensemblemitglied des Linzer Landestheaters war am 5. Juli 1985 in Jules Feiffers Komödie Kein Glück mit der Familie.
Hubert Mann war mit der Schauspielerin und Sängerin Liselotte Schmidt verheiratet und hatte zwei Kinder. Tochter Franziska Grinzinger und Enkeltochter Katharina Straßer wurden ebenfalls Schauspielerinnen. Auch seine Schwester Eva Petrus-Pekny und Schwager Romuald Pekny waren Schauspieler.
Hubert Mann wurde am Stadtfriedhof Urfahr begraben.

## Filmografie (Auswahl)
- 1959: So weit die Füße tragen (Fernseh-Mehrteiler)
- 1961: Schweyk im Zweiten Weltkrieg (Fernsehfilm)
- 1962: Nachsaison (Fernsehfilm)
- 1963: Der Schulfreund (Fernsehfilm)
- 1964: Romeo und Julia (Fernsehfilm)
- 1965: Brooklyn-Ballade (Fernsehfilm)
- 1965: Ein Wintermärchen (Fernsehfilm)
- 1967: Das Attentat – Der Tod des Engelbert Dollfuß (Fernsehfilm)
- 1973: Ein junger Mann aus dem Innviertel (Fernsehfilm)
- 1976: Der junge Freud (Fernsehfilm)
- 1986: Wohin und zurück – Welcome in Vienna
- 1989: Der Kronprinz (Fernsehfilm)
- 1991: Der 13. Tag
- 1994: Saubere Aktien (Fernsehfilm)

## Hörspiele (Auswahl)
- 1958: Hans Scholz: Kaspar Hauser. Der merkwürdigste aller merkwürdigen Kriminalfälle. Eine Folge tönender Bilderbogen (Doktor Osterhauser/Metternich) – Regie: Gert Westphal (Original-Hörspiel – SWF/BR)
- 1962: Werner Liborius: Phineas Taylor Barnum – ein Manager vor 150 Jahren (4. Teil) (Butler James) – Regie: Hermann Pfeiffer (Originalhörspiel, Kinderhörspiel – WDR)
- 1964: Zbigniew Herbert: Die kleine Stadt (Ein Fremder) – Regie: Heinz Wilhelm Schwarz (Originalhörspiel – WDR)
- 1965: Rolf und Alexandra Becker: Schachmatt – Regie: Ferry Bauer (Originalhörspiel, Kriminalhörspiel – ORF Oberösterreich)
- 1966: Rose Meller: Leutnant Komma (Gefängnissekretär) – Regie: Hans Krendlesberger (Hörspielbearbeitung – ORF Oberösterreich)
- 1966: Florian Kalbeck: Die Bettler (Vorlage: Der blinde Geronimo und sein Bruder. Erzählung von Arthur Schnitzler) (Der Gendarm) – Regie: Ferry Bauer (Hörspielbearbeitung – ORF Oberösterreich)
- 1967: Dorothy L. Sayers: Der Einzug des Königs (Jesus) – Bearbeitung und Regie: Siegfried Dobretsberger (Originalhörspiel – ORF Oberösterreich)
- 1967: Jean Baptiste Molière: Don Juan oder Der steinerne Gast – Regie: Ferry Bauer (Hörspielbearbeitung – ORF Oberösterreich)
- 1968: Philip Levene: Terra Incognita (8 Teile) – Regie: Ferry Bauer (Originalhörspiel, Kriminalhörspiel, Science-Fiction-Hörspiel – ORF Oberösterreich)
- 1969: Günther Weisenborn: Fünfzehn Schnüre Geld – Bearbeitung und Regie: Ferry Bauer (Hörspielbearbeitung – ORF Oberösterreich)
- 1969: Pierre Carlet de Marivaux: Die falsche Dienerin – Bearbeitung und Regie: Ferry Bauer (Hörspielbearbeitung – ORF Oberösterreich)
- 1970: Manfred Hausmann: Liebende leben von der Vergebung – Regie: Ferry Bauer (Hörspielbearbeitung – ORF Oberösterreich)
- 1970: Thornton Wilder: Die Brücke von San Luis Rey – Regie: Ferry Bauer (Hörspielbearbeitung – ORF Oberösterreich)
- 1971: Ernest Hemingway: Schnee auf dem Kilimandscharo – Regie: Ferry Bauer (Hörspielbearbeitung – ORF Oberösterreich)
- 1972: Bertolt Brecht: Der verwundete Sokrates Regie: Ferry Bauer (Hörspielbearbeitung – ORF Oberösterreich)
- 1973: Renke Korn: Vorstellungen während der Frühstückspause – Regie: Ferry Bauer (Hörspiel – ORF Oberösterreich)
- 1976: Franz Werfel: Das Lied der Bernadette – Regie: Ferry Bauer (Hörspielbearbeitung – ORF Oberösterreich)
- 1977: Fritz Meingast: Der Fall Franz Jägerstätter (Kaplan) – Regie: Ferry Bauer (Hörspiel – ORF Oberösterreich)
- 1978: Oskar Zemme: Das Glück des Josef Meier (Meier) – Regie: Ferry Bauer (Originalhörspiel – SFB/ORF Oberösterreich)
- 1979: Eugène Ionesco: Impromptu oder der Hirt und sein Chamäleon – Regie: Ferry Bauer (Hörspielbearbeitung – ORF Oberösterreich)
- 1980: Thomas Mann: Wie Joseph verkauft ward – Regie: Ferry Bauer (Hörspielbearbeitung – ORF Oberösterreich)
- 1981: Ephraim Kishon: Der Blaumilchkanal Regie: Ferry Bauer (Originalhörspiel – ORF Oberösterreich)
- 1981: Fjodor Michailowitsch Dostojewski: Ein russischer Mönch (Erzählun  aus Die Brüder Karamasow) – Regie: Ferry Bauer (Hörspielbearbeitung – ORF Oberösterreich)
- 1984: Margret Czerni-Sattlberger: Anna und Otto (Otto Kerschbaummayr) – Regie: Margret Czerni-Sattlberger (Originalhörspiel – ORF Oberösterreich)
- 1986: Manfred Maurer: Oh Anna (Beamter) – Regie: Alfred Pittertschatscher (Originalhörspiel, Dialekthörspiel – ORF Oberösterreich)

Quellen: Ö1-Hörspieldatenbank und ARD-Hörspieldatenbank